# Sphenospora pallida
Sphenospora pallida är en svampart som först beskrevs av Georg Winter, och fick sitt nu gällande namn av Dietel 1897. Sphenospora pallida ingår i släktet Sphenospora och familjen Raveneliaceae.   Inga underarter finns listade i Catalogue of Life.